# Teinostoma reclusum
Teinostoma reclusum är en snäckart som först beskrevs av Dall 1889.  Teinostoma reclusum ingår i släktet Teinostoma och familjen Vitrinellidae. Inga underarter finns listade i Catalogue of Life.